# Lista de prefeitos de Bossoroca
Esta é a lista de prefeitos e vice-prefeitos do município de Bossoroca, estado brasileiro do Rio Grande do Sul.
| Nº | Prefeito                                 | Imagem                | Partido                                          | Vice-prefeito                                 | Início do mandato      | Fim do mandato                                  | Observações                                   | Ref.   |
| -- | ---------------------------------------- | --------------------- | ------------------------------------------------ | --------------------------------------------- | ---------------------- | ----------------------------------------------- | --------------------------------------------- | ------ |
| 1  | João Cândido Dutra                       |                       | Aliança Renovadora Nacional ARENA                | —                                             | 4 de março de 1967     | 31 de janeiro de 1969                           | Interventor nomeado                           | [ 1 ]  |
| 2  | João Luiz Nascimento                     |                       | Aliança Renovadora Nacional ARENA                | Aníbal Padão Dorneles                         | 31 de janeiro de 1969  | 31 de janeiro de 1973                           | Prefeito e vice eleitos em sufrágio universal | [ 2 ]  |
| 3  | João Cândido Dutra                       |                       | Aliança Renovadora Nacional ARENA                | Ruy Alves Fagundes                            | 31 de janeiro de 1973  | 31 de janeiro de 1977                           | Prefeito e vice eleitos em sufrágio universal | [ 3 ]  |
| 4  | Orestes Lazarin Andres Wesz              |                       | Aliança Renovadora Nacional ARENA                | João Pedro Furtado Fabrício                   | 31 de janeiro de 1977  | 31 de janeiro de 1983                           | Prefeito e vice eleitos em sufrágio universal | [ 4 ]  |
| 5  | João Cândido Dutra                       |                       | Partido Democrático Social PDS                   | Adelar Dias do Nascimento                     | 31 de janeiro de 1983  | 1º de janeiro de 1989                           | Prefeito e vice eleitos em sufrágio universal | [ 5 ]  |
| 6  | Orestes Lazarin Andres Wesz              |                       | Partido Democrático Social PDS                   | Luiz Olívio Terra Espíndola                   | 1º de janeiro de 1989  | 1º de janeiro de 1993                           | Prefeito e vice eleitos em sufrágio universal | [ 6 ]  |
| 7  | Luiz Olívio Terra Espíndola              |                       | Partido Democrático Social PDS                   | José Moacir Fabrício Dutra                    | 1º de janeiro de 1993  | 25 de março de 1994                             | Prefeito e vice eleitos em sufrágio universal | [ 7 ]  |
| 8  | José Moacir Fabrício Dutra, Juca         |                       | Partido Democrático Social PDS                   | —                                             | 25 de março de 1994    | 1º de janeiro de 1997                           | Vice-prefeito eleito no cargo de Prefeito     | [ 1 ]  |
| 9  | Jacira do Carmo Dutra Schmitz            |                       | Partido do Movimento Democrático Brasileiro PMDB | Leonel Moscato Ziquinatti                     | 1º de janeiro de 1997  | 31 de dezembro de 2000                          | Prefeita e vice eleitos em sufrágio universal | [ 8 ]  |
| 10 | José Moacir Fabrício Dutra, Juca         |                       | Partido Progressista Brasileiro PPB              | Oli Gomes da Silva                            | 1º de janeiro de 2001  | 31 de dezembro de 2004                          | Prefeito e vice eleitos em sufrágio universal | [ 9 ]  |
| 11 | João Luiz Rosado Marques, Soda           |                       | Partido Trabalhista Brasileiro PTB               | João Lemos de Aquino (PMDB)                   | 1º de janeiro de 2005  | 31 de dezembro de 2008                          | Prefeito e vice eleitos em sufrágio universal | [ 10 ] |
| 12 | Ardi Jaeger                              |                       | Partido Progressista PP                          | Pedro Silvestre Silva de Ávila, Silico (PSDB) | 1º de janeiro de 2009  | 31 de dezembro de 2012                          | Prefeito e vice eleitos em sufrágio universal | [ 11 ] |
| 12 | Ardi Jaeger                              | 1º de janeiro de 2013 | Partido Progressista PP                          | Pedro Silvestre Silva de Ávila, Silico (PSDB) | 31 de dezembro de 2016 | Prefeito e vice reeleitos em sufrágio universal | [ 12 ]                                        |        |
| 13 | José Moacir Fabrício Dutra, Juca         |                       | Partido Progressista PP                          | João Alberto Ourique do Nascimento, Beto (PP) | 1º de janeiro de 2017  | 31 de dezembro de 2020                          | Prefeito e vice eleitos em sufrágio universal | [ 13 ] |
| 13 | José Moacir Fabrício Dutra, Juca         | 1º de janeiro de 2021 | Partido Progressista PP                          | João Alberto Ourique do Nascimento, Beto (PP) | 31 de dezembro de 2024 | Prefeito e vice reeleitos em sufrágio universal | [ 14 ]                                        |        |
| 14 | João Alberto Ourique do Nascimento, Beto |                       | Progressistas PP                                 | Rogério Quevedo de Camargo (PP)               | 1º de janeiro de 2025  | Atualidade                                      | Prefeito e vice eleitos em sufrágio universal | [ 15 ] |